# Daniel Schock
Pour les articles homonymes, voir Schock.
Daniel Patrick Schock, dit Danny Scock, (né le 30 décembre 1948 à Terrace Bay en Ontario et mort le 15 juin 2017) est un joueur de hockey sur glace professionnel. Il joue en Amérique du Nord dans les années 1960 et 1970, remportant la Coupe Stanley avec les Bruins de Boston lors de la saison 1969-1970. Il est le frère du joueur de hockey de la LNH, Ron Schock.

## Biographie
Schock commence sa carrière en jouant avec les Bruins d'Estevan dans la Canadian Major Junior Hockey League lors de la saison 1966-1967. Lors de sa deuxième saison, les Bruins remportent les séries de la LHOC puis jouent la Coupe Memorial 1968, qu'ils perdent en quatre défaites contre les Flyers de Niagara Falls.
Il est repêché par les Bruins au premier tour, 12e choix au total, du repêchage amateur de la LNH 1968. Il meurt le 15 juin 2017.

## Statistiques
| Saison    | Équipe                       | Ligue          |    | Saison régulière | Saison régulière | Saison régulière | Saison régulière | Saison régulière |   | Séries éliminatoires | Séries éliminatoires | Séries éliminatoires | Séries éliminatoires | Séries éliminatoires |
| Saison    | Équipe                       | Ligue          | PJ | B                | A                | Pts              | Pun              | PJ               | B | A                    | Pts                  | Pun                  |                      |                      |
| 1966-1967 | Bruins d'Estevan             | CMJHL          | 55 | 29               | 29               | 58               | 66               | 12               | 5 | 1                    | 6                    | 30                   |                      |                      |
| 1967-1968 | Bruins d'Estevan             | WCJHL          | 52 | 33               | 30               | 63               | 159              | 14               | 6 | 15                   | 21                   | 10                   |                      |                      |
| 1968      | Bruins d'Estevan             | Coupe Memorial |    |                  |                  |                  |                  | 14               | 7 | 11                   | 18                   | 12                   |                      |                      |
| 1968-1969 | Blazers d'Oklahoma City      | LCH            | 66 | 20               | 32               | 52               | 52               | 12               | 3 | 6                    | 9                    | 21                   |                      |                      |
| 1969-1970 | Blazers d'Oklahoma City      | LCH            | 3  | 1                | 0                | 1                | 8                |                  |   |                      |                      |                      |                      |                      |
| 1969-1970 | Golden Eagles de Salt Lake   | WHL            | 55 | 20               | 18               | 38               | 12               |                  |   |                      |                      |                      |                      |                      |
| 1969-1970 | Bruins de Boston             | LNH            |    |                  |                  |                  |                  | 1                | 0 | 0                    | 0                    | 0                    |                      |                      |
| 1970-1971 | As de Québec                 | LAH            | 7  | 2                | 1                | 3                | 0                |                  |   |                      |                      |                      |                      |                      |
| 1970-1971 | Bruins de Boston             | LNH            | 6  | 0                | 0                | 0                | 0                |                  |   |                      |                      |                      |                      |                      |
| 1970-1971 | Flyers de Philadelphie       | LNH            | 14 | 1                | 2                | 3                | 0                |                  |   |                      |                      |                      |                      |                      |
| 1971-1972 | Robins de Richmond           | LAH            | 74 | 24               | 17               | 41               | 36               |                  |   |                      |                      |                      |                      |                      |
| 1972-1973 | Robins de Richmond           | LAH            | 74 | 48               | 36               | 84               | 37               | 4                | 1 | 3                    | 4                    | 0                    |                      |                      |
| 1973-1974 | Robins de Richmond           | LAH            | 54 | 23               | 28               | 51               | 8                | 5                | 0 | 2                    | 2                    | 0                    |                      |                      |
| 1974-1975 | Eagles de Syracuse           | LAH            | 4  | 3                | 0                | 3                | 0                |                  |   |                      |                      |                      |                      |                      |
| 1974-1975 | Blazers de Syracuse          | NAHL           | 3  | 0                | 1                | 1                | 2                |                  |   |                      |                      |                      |                      |                      |
| 1974-1975 | Generals de Greensboro (EHL) | SHL            | 24 | 5                | 18               | 23               | 2                |                  |   |                      |                      |                      |                      |                      |
| 1976-1977 | Wildcats de Richmond         | SHL            | 1  | 0                | 0                | 0                | 0                |                  |   |                      |                      |                      |                      |                      |

## Trophées et honneurs personnels
- 1967-1968 : remporte les séries de la LHOC avec les Bruins d'Estevan
- 1969-1970 : remporte la Coupe Stanley avec les Bruins de Boston